# NGC 6101
NGC 6101 é um aglomerado globular na direção da constelação de Apus. O objeto foi descoberto pelo astrônomo James Dunlop em 1826, usando um telescópio refletor com abertura de 9 polegadas. Devido a sua moderada magnitude aparente (+9,2), é visível apenas com telescópios amadores ou com equipamentos superiores.